# Uwe Benter
Uwe Benter   (Frankfurt del Main, 1 de desembre de 1955) és un remer alemany, ja retirat, que va competir com a timoner sota bandera de la República Federal Alemanya durant les dècades de 1960 i 1970. És germà del també remer Lutz Benter.
El 1972 va prendre part en els Jocs Olímpics d'Estiu de Múnic, on guanyà la medalla d'or en la quatre amb timoner del programa de rem. Formà equip amb Peter Berger, Hans-Johann Färber, Gerhard Auer i Alois Bierl.
En el seu palmarès també destaquen una medalla de bronze al Campionat del Món de rem de 1974 i una medalla d'or al Campionat d'Europa de rem de 1971.